# Ајлајнер
Ајлајнер или оловка за очи је козметичко средство која се користи за шминкање очију. Примењује се око контура очију да би се створио низ естетских ефеката.

## Историја
Оловка за очи први пут је коришћена у Древној Индији, Древном Египту и Месопотамији као тамна црна линија око очију. Већ 10.000 година пре нове ере, Египћани и Месопотамци користили су различиту козметику, укључујући оловке за очи, не само због естетике, већ и ради заштите коже од пустињског сунца. Истраживање је такође претпоставило да се оловка за очи наносила како би се носилац заштитио од злог (ђаволског) ока. Јако исцртане очи често су приказане у древној египатској уметности. Они су производили оловке за очи од разних материјала, укључујући руду бакра и антимон. Египатски кол садржи галенит, који је увожен из околних региона, из земље Пунта, Коптоса и западне Азије.
Шездесетих година течан ајлајнер користио се за стварање дебелих црних и белих линија око очију на начин шминкања повезан са дизајнерима попут Мери Квант. 60-их и 70-их година такође су се појавили нови модни трендови који су на нови начин користили оловку за очи,  сенку и маскару. Са развојем панк моде, коришћена је оловка за очи за тамни и драматични ефекат.

## Савремена употреба
Крајем двадесетог и почетком двадесет првог века, тешка оловка за очи повезивала се са готском и панк модом. Ајлајнер различитог степена дебљине такође је повезан са емо супкултуром и разним алтернативним начинима живота. Гајлајнер је такође посебан стил који емо супкултура обично користи након што га је популаризовао Пит Венц, басиста поп-панк бенда Fall Out Boy.
Оловка за очи обично се користи у свакодневној шминкерској рутини за шминкање ока или стварање изгледа ширег или мањег ока. Оловка за очи може се користити као алат за стварање различитих изгледа, као и за истицање различитих карактеристика очију. Оловка за очи може се поставити у различите делове ока да би се створио различит изглед. Ајлајнер се може повући изнад горњих или испод доњих трепавица или обоје, чак и на воденим линијама очију. Његова примарна сврха је да трепавице изгледају бујно, али такође скреће пажњу на око и може побољшати или чак променити облик ока. Оловка за очи доступна је у широком распону нијанси, од уобичајене црне, смеђе и сиве до авантуристичнијих нијанси као што су јарке примарне боје, пастеле, ледене сребрне и златне боје, беле, па чак и са сјајним флекама.

## Апликација
Савети о примени се разликују. Harper's Bazaar препоручује наношење линије кратким потезима.
Савети за примену ајлајнера:

- Наноси се на “голо” око, дакле пре маскаре, пудера, корекора...
- За савршену линију, користи се огледалце постављено мало испод нивоа очију како би се што боље видело шта се исцртава.
- Нека очи увек буду отворене.
- Што је линија ближа корену трепавица, ефекат је природнији, и обрнуто.
- Почиње се од спољног, а не од унутрашњег угла очију. Тако ће се увек знати где је најбоље да се заврши цртање.
- Идеално решење за почетнике је Мејбеллин ајлајнер са закривљеном дршком који много боље пријања у руци и омогућава брзо, лако и прецизно наношење.
- Увек се прво извуче тања линија, а онда се постепено појачава, док се не добије жељена дебљина.
- За исправку се користи штапић за уши благо наквашен водом.
- Лакат се ослони на чврсту подлогу.[3]

## Врсте
У зависности од текстуре, оловка за очи може бити нежно размазана или јасно дефинисана. На тржишту је доступно шест главних врста оловки за очи: свака производи другачији ефекат.
- Течна оловка за очи је непрозирна течност која се обично испоручује у малој бочици и обично се наноси малом четком са оштрим врхом. Ствара чисту и прецизну линију. Будући да течна оловка за очи даје много тежи изглед, често се наноси само на горњу линију трепавица.
- Оловка за очи у праху је оловка за очи у дрвеној оловци. Генерално је доступна у тамним матираним нијансама.
- Оловке за очи на бази воска су мекше оловке и садрже воскове који олакшавају наношење. Долазе у широком спектру интензивних боја, као и у блеђим нијансама попут беле или беж боје. Оловке за очи на бази воска могу такође бити у облику конуса или компактне са апликатором за четке.
- Кол оловка за очи је мекани пудер доступан у тамним мат нијансама. Најчешће се користи у црној боји за оцртавање очију. Долази у облику оловке, пресованог праха или праха. Ову оловку за очи лако је размазати.
- Гел оловка за очи је мекша гел подлога, која се лако може нанети четком за оловке. Може се прецизно применити и много је мекша од кола.
- Светлуцава оловка, доступна је у различитим јарким бојама и наноси се на горњи и доњи капак.

## Хемијски састав
Традиционалне оловке за очи на бази воска праве се од око 20 компоненти. Око 50 масених процената чине воскови (нпр. јапански восак, масти или сродни мекани материјали који лако клизе по кожи. Стеарил хептаноат се налази у већини козметичких ајлајнера. Типични пигменти укључују црне оксиде гвожђа, као и мање количине титанијум диоксида и пруског плавог.

## Галерија
- Светлуцави ајлајнер
- Кол оловке у различитим бојама
- Течни ајлајнер
- Ајлајнери - оловке за очи